# Raido
Raido je pátá runa germánského futharku prostého. Vyslovuje se jako české R. Její název je překládán jako „jízda na koni“. Jejím hlavním významem je cesta, pohyb či přenos. Znamená také komunikaci (poslání či doručení zprávy) nebo moudrou radu. Padne-li Raido při věštění, signalizuje cestu, a to jak ve smyslu fyzickém, tak ve smyslu změny životního stylu. Může také znamenat pokyn: „Ihned jednejte!“ Runa má vztah k Thórovi.
| Germánský futhark prostý | Germánský futhark prostý | Germánský futhark prostý | Germánský futhark prostý | Germánský futhark prostý | Germánský futhark prostý | Germánský futhark prostý | Germánský futhark prostý | Germánský futhark prostý | Germánský futhark prostý | Germánský futhark prostý | Germánský futhark prostý | Germánský futhark prostý | Germánský futhark prostý | Germánský futhark prostý | Germánský futhark prostý | Germánský futhark prostý | Germánský futhark prostý |
| ------------------------ | ------------------------ | ------------------------ | ------------------------ | ------------------------ | ------------------------ | ------------------------ | ------------------------ | ------------------------ | ------------------------ | ------------------------ | ------------------------ | ------------------------ | ------------------------ | ------------------------ | ------------------------ | ------------------------ | ------------------------ |
| Freyův aett              | Fehu                     | Fehu                     | Uruz                     | Uruz                     | Thurisaz                 | Thurisaz                 | Ansuz                    | Ansuz                    | Raido                    | Raido                    | Kaunaz                   | Kaunaz                   | Gebo                     | Gebo                     | Wunjo                    | Wunjo                    |                          |
| Hagalaz aett             | Hagalaz                  | Hagalaz                  | Nauthiz                  | Nauthiz                  | Isa                      | Isa                      | Jera                     | Jera                     | Eihwaz                   | Eihwaz                   | Pertho                   | Pertho                   | Algiz                    | Algiz                    | Sowulo                   | Sowulo                   |                          |
| Týrův aett               | Teiwaz                   | Teiwaz                   | Berkana                  | Berkana                  | Ehwaz                    | Ehwaz                    | Mannaz                   | Mannaz                   | Laguz                    | Laguz                    | Inguz                    | Inguz                    | Othila                   | Othila                   | Dagaz                    | Dagaz                    |                          |